# 乌兹别克斯坦语言
大部分乌兹别克斯坦的语言都属于突厥语系。其中，乌兹别克语是乌兹别克斯坦的第一官方语言，而俄语是当地不同民族间交流使用的语言，通常被视为第二官方语言。

## 突厥语系
在突厥语系中，乌兹别克语近似于维吾尔语，两者皆属于突厥语系葛逻禄语支。乌兹别克语是本国唯一的官方语言。自从1992年来，乌兹别克语改用拉丁字母进行书写。
卡拉卡尔帕克语也属于突厥语系，但是它更加近似于哈萨克语。哈萨克语在乌兹别克斯坦境内的卡拉卡尔帕克斯坦共和国中有着重要地位。乌兹别克斯坦国内约有50万人使用卡拉卡尔帕克语，80万人使用哈萨克语。
在20世纪20年代之前，乌兹别克斯坦官方的书面语言被称为“突厥”（Turki，即察合台语），使用波斯体书写。1926年，阿拉伯字母引入国内，之后在20世纪30年代期间经历多次变体，最终在1940年被苏联当局引入的西里尔字母代替，不过在1991年苏联解体后又恢复使用。1993年，乌兹别克斯坦恢复使用乌兹别克字母，后在1996年经历修改，自2000年后全面投入教育体系。由于历史缘故，西里尔字母的使用在当今老一辈乌兹别克斯坦人中较为常见。

## 印欧语
尽管俄语不是乌兹别克斯坦的官方语言，但它被广泛地使用于众多领域，其中包括日常、技术、科学、政府、商业等方面；亦有政府官方文件是用俄语记录的。此外，公证处以及登记处亦允许人们使用俄语和乌兹别克语办理相关事宜。因此，俄语可以被视作乌兹别克斯坦的第二官方语言。俄语在不同民族之间的沟通中起着重要作用。乌兹别克斯坦国内近100万人的母语为俄语。
因为布哈拉和撒马尔罕地区拥有大量塔吉克族人民（约150万），当地流行使用塔吉克语。塔吉克语使用者大多数分布在卡桑赛、丘斯特（Chust）、里什坦、费尔干纳盆地的索赫地区（So'x District）及锡尔河中部地区，构成了乌兹别克斯坦人口的10～15%。

## 法律
乌兹别克斯坦没有法律要求公民会使用某种特定语言。